# Finspång (comune)
Finspång è un comune svedese di 20 787 abitanti, situato nella contea di Östergötland. Il suo capoluogo è la città omonima.

## Località
Nel territorio comunale sono comprese le seguenti aree urbane (tätort):
- Borggård
- Butbro
- Falla
- Finspång
- Grytgöl
- Hällestad
- Igelfors
- Ljusfallshammar
- Lotorp
- Rejmyre
- Sonstorp

## Amministrazione

### Gemellaggi
- Stromberg
- Yvoir
- Givet